# Греческий (Краснодарский край)
Греческий — хутор в Туапсинском районе Краснодарского края.
Входит в состав Вельяминовского сельского поселения. 

## Население
| 2002 | 2010 |
| ---- | ---- |
| 184  | ↗226 |

## Улицы
- ул. Железнодорожная,
- ул. Лесная,
- ул. Майкопская,
- ул. Садовая.